# Phân phối chuẩn nhiều chiều
Trong lý thuyết xác suất và thống kê, phân phối chuẩn nhiều chiều, đôi khi được gọi là phân phối Gauss nhiều chiều, là tổng quát hóa của phân phối chuẩn một chiều (còn gọi là phân phối Gauss) cho không gian nhiều chiều hơn. Phân phối này còn có quan hệ gần gũi với phân phối chuẩn ma trận.

## Trường hợp tổng quát
Một véc tơ ngẫu nhiên {\displaystyle \ X=[X_{1},\dots ,X_{N}]^{T}} tuân theo một phân phối chuẩn nhiều chiều nếu nó thỏa mãn các điều kiện tương đương nhau sau đây:
- mọi tổ hợp tuyến tính {\displaystyle \ Y=a_{1}X_{1}+\cdots +a_{N}X_{N}} đều tuân theo phân phối chuẩn
- tồn tại một véc tơ ngẫu nhiên {\displaystyle \ Z=[Z_{1},\dots ,Z_{M}]^{T}}, trong đó các thành phần của nó là các biến ngẫu nhiên độc lập tuân theo phân phối chuẩn chuẩn hóa, một véc tơ {\displaystyle \ \mu =[\mu _{1},\dots ,\mu _{N}]^{T}} và một ma trận {\displaystyle \ A} kích thước {\displaystyle N\times M} sao cho {\displaystyle \ X=AZ+\mu }.
- tồn tại một véc tơ {\displaystyle \mu } và một ma trận {\displaystyle \ \Sigma } đối xứng, nửa xác định dương sao cho hàm đặc trưng của X là

{\displaystyle \phi _{X}\left(u;\mu ,\Sigma \right)=\exp \left(i\mu ^{\top }u-{\frac {1}{2}}u^{\top }\Sigma u\right).}
Nếu {\displaystyle \ \Sigma } là ma trận không suy biến, thì phân phối này có thể được mô tả bởi hàm mật độ xác suất sau:
{\displaystyle f_{X}(x_{1},\dots ,x_{N})={\frac {1}{(2\pi )^{N/2}|\Sigma |^{1/2}}}\exp \left(-{\frac {1}{2}}(x-\mu )^{\top }\Sigma ^{-1}(x-\mu )\right)}
trong đó {\displaystyle \ \left|\Sigma \right|} là định thức của {\displaystyle \ \Sigma }.
Lưu ý rằng phương trình trên suy biến về phương trình của phân phối chuẩn một chiều nếu {\displaystyle \ \Sigma } là một giá trị vô hướng (nghĩa là một ma trận 1x1).
Véc tơ μ trong các điều kiện trên là giá trị kỳ vọng của X và ma trận {\displaystyle \ \Sigma =AA^{T}} là ma trận hiệp phương sai của thành phần Xi.
Cần lưu ý rằng ma trận hiệp phương sai có thể suy biến (và khi đó không được mô tả bởi các công thức sử dụng {\displaystyle \ \Sigma ^{-1}} ở trên).
Trường hợp này thường xảy ra trong thống kê; ví dụ, trong phân phối của véc tơ dư trong các bài toán hồi quy tuyến tính thông thường. Cũng lưu ý rằng các Xi nói chung là không độc lập; chúng có thể được xem là kết quả của việc áp dụng biến đổi tuyến tính A cho tập hợp Z gồm các biến ngẫu nhiên Gauss độc lập.
Việc phân phối của một véc tơ ngẫu nhiên X là một phân phối chuẩn nhiều chiều được ký hiệu bởi công thức sau:
{\displaystyle X\ \sim {\mathcal {N}}(\mu ,\Sigma ),}
hoặc viết tường minh rằng X biến trong không gian N-chiều,
{\displaystyle X\ \sim {\mathcal {N}}_{N}(\mu ,\Sigma ).}

### Hàm phân phối tích lũy
Hàm phân phối tích lũy (cdf) {\displaystyle F(x)} được định nghĩa là xác suất mà mỗi giá trị trong một véc tơ ngẫu nhiên {\displaystyle X} đều nhỏ hơn hay bằng giá trị tương ứng trong véc tơ {\displaystyle x}. Tuy không có dạng đóng cho {\displaystyle F(x)}, có một số thuật toán ước tính giá trị của nó. Ví dụ, xem MVNDST tại
 Lưu trữ ngày 15 tháng 4 năm 2008 tại Wayback Machine (dùng mã FORTRAN) hay
 Lưu trữ ngày 13 tháng 5 năm 2008 tại Wayback Machine (dùng mã MATLAB).

### Một phản ví dụ
Điều kiện rằng hai biến ngẫu nhiên X và Y đều có phân phối chuẩn không kéo theo việc cặp (X, Y) có một phân phối chuẩn có điều kiện phụ thuộc (joint normal distribution). Một ví dụ đơn giản là: Y = X nếu |X| > 1 và Y = −X nếu |X| < 1. Điều này cũng đúng cho số biến ngẫu nhiên nhiều hơn 2.

### Độc lập và phân phối chuẩn
Nếu X và Y có phân phối chuẩn và độc lập thống kê, thì chúng có một phân phối chuẩn có điều kiện phụ thuộc, nghĩa là cặp (X, Y) phải có phân phối chuẩn 2 chiều. Tuy nhiên, một cặp biến ngẫu nhiên có phân phối chuẩn có điều kiện phụ thuộc không nhất thiết độc lập lẫn nhau.

## Trường hợp 2 chiều
Trong trường hợp 2 chiều không suy biến, hàm mật độ xác suất (với kì vọng (0,0)) là
{\displaystyle f(x,y)={\frac {1}{2\pi \sigma _{x}\sigma _{y}{\sqrt {1-\rho ^{2}}}}}\exp \left(-{\frac {1}{2(1-\rho ^{2})}}\left({\frac {x^{2}}{\sigma _{x}^{2}}}+{\frac {y^{2}}{\sigma _{y}^{2}}}-{\frac {2\rho xy}{(\sigma _{x}\sigma _{y})}}\right)\right)}
trong đó {\displaystyle \rho } là tương quan giữa {\displaystyle X} và {\displaystyle Y}. Khi đó,
{\displaystyle \Sigma ={\begin{bmatrix}\sigma _{x}^{2}&\rho \sigma _{x}\sigma _{y}\\\rho \sigma _{x}\sigma _{y}&\sigma _{y}^{2}\end{bmatrix}}}.

## Biến đổi afin
Nếu {\displaystyle Y=c+BX\,} là một biến đổi afin của {\displaystyle X\ \sim {\mathcal {N}}(\mu ,\Sigma ),} trong đó {\displaystyle c\,} là một véc tơ {\displaystyle M\times 1} gồm các hằng số và {\displaystyle B\,} là ma trận {\displaystyle M\times N}, thì {\displaystyle Y\,} có phân phối chuẩn nhiều chiều với giá trị kỳ vọng {\displaystyle c+B\mu \,} và phương sai {\displaystyle B\Sigma B^{T}\,} nghĩa là, {\displaystyle Y\sim {\mathcal {N}}\left(c+B\mu ,B\Sigma B^{T}\right)}. Đặc biệt, tập con bất kỳ của {\displaystyle X_{i}\,} đều có một phân phối biên duyên là phân phối chuẩn nhiều chiều.
Để minh họa, ta xét ví dụ sau: để tách tập con {\displaystyle (X_{1},X_{2},X_{4})^{T}\,}, sử dụng
{\displaystyle B={\begin{bmatrix}1&0&0&0&0&\ldots &0\\0&1&0&0&0&\ldots &0\\0&0&0&1&0&\ldots &0\end{bmatrix}}}
ma trận này trích lấy các phần tử mong muốn.
Một hệ quả khác là phân phối của {\displaystyle Z=b\cdot X}, trong đó {\displaystyle b} là một véc tơ có cùng số chiều với {\displaystyle X} và dấu chấm ký hiệu phép nhân véc tơ, là phân phối chuẩn một chiều với {\displaystyle Z\sim {\mathcal {N}}\left(b\cdot \mu ,b^{T}\Sigma b\right)}. Kết quả đó thu được bằng cách sử dụng
{\displaystyle B={\begin{bmatrix}b_{1}&b_{2}&\ldots &b_{n}\\0&0&\ldots &0\\&&\vdots &\\0&0&\ldots &0\\\end{bmatrix}}}
và chỉ xét thành phần đầu tiên của tích (hàng đầu của {\displaystyle B} là véc tơ {\displaystyle b}). Để ý tính chất xác định dương của {\displaystyle \Sigma } hàm ý rằng phương sai của tích vô hướng phải là số dương.